# 1806
| [ Edytuj tabelę ]              | |
| Emir Afganistanu               | - 1803 Szudża Szah Durrani 1809                                                                                                  |
| Współksiążęta Andory           | - 1797 Francesc Antoni de la Dueña y Cisneros 1812 - 1806 Napoleon Bonaparte 1812                                                |
| Cesarz Austrii                 | - 1804 Franciszek II Habsburg 1835                                                                                               |
| Król Bawarii                   | - 1805 Maksymilian I Józef 1825                                                                                                  |
| Sułtan Brunei                  | - 1796 Muhammad Tajuddin 1807 - 1806 Muhammad Jamalul Alam I 1807                                                                |
| Cesarz Chin                    | - 1796 Jiaqing 1820 |
| Król Czech                     | - 1792 Franciszek II Habsburg 1835                                                                                               |
| Król Danii                     | - 1766 Chrystian VII 1808 |
| Dalajlama                      | - 1806 Lungtok Gjaco 1815 |
| Władca Egiptu                  | - 1805 Muhammad Ali 1848 |
| Cesarz Francuzów               | - 1804 Napoleon Bonaparte 1814                                                                                                   |
| Prezydent Haiti                | - 1806 Alexandre Pétion 1818 |
| Cesarz Haiti                   | - 1804 Jakub I Dessalines 1806                                                                                                   |
| Król Hiszpanii                 | - 1788 Karol IV 1808 |
| Król Holandii                  | - 1806 Ludwik Bonaparte 1810 |
| Szach Iranu                    | - 1797 Fath Ali Szah 1834 |
| Państwo Wielkich Mogołów       | - 1759 Shah Alam II 1806 - 1806 Akbar Szah II 1837                                                                               |
| Król Irlandii                  | - 1760 Jerzy III Hanowerski 1820                                                                                                 |
| Cesarz Japonii                 | - 1779 Kōkaku 1817 |
| Kalif                          | - 1789 Selim III 1807 |
| Patriarcha Konstantynopola     | - 1801 Kallinik IV 1806 - 1806 Grzegorz V 1808                                                                                   |
| Władca Korei                   | - 1800 Sunjo 1834 |
| Emir Kuwejtu                   | - 1762 Abd Allah I 1814 |
| Książę Liechtensteinu          | - 1805 Jan I 1836 |
| Sułtan Maroka                  | - 1792 Maulaj Sulajman 1822 |
| Król Nepalu                    | - 1799 Girvan Yudha 1816 |
| Premier Nepalu                 | - 1804 Rana Bahadur Shah (p.o.) 1806 - 1806 Bhimsen Thapa 1837                                                                   |
| Król Norwegii                  | - 1784 Fryderyk VI 1814 |
| Sułtan Omanu                   | - 1804 Salim ibn Sultan 1807 |
| Papież                         | - 1800 Pius VII 1823 |
| Król Portugalii                | - 1777 Maria I 1816 |
| Król Prus                      | - 1797 Fryderyk Wilhelm III 1840                                                                                                 |
| Car Rosji                      | - 1801 Aleksander I 1825 |
| Cesarz Rzymski (niemiecki)     | - 1792 Franciszek II Habsburg 1806                                                                                               |
| Król Saksonii                  | - 1806 Fryderyk August I 1827 |
| Kapitanowie Regenci San Marino | - 1805 Mariano Begni Giovanni Malpeli 1806 - 1806 Giuseppe Mercuri Marino Tassini 1806 - 1806 Alessandro Righi Pietro Berti 1807 |
| Elektor Saksonii               | - 1763 Fryderyk August III 1806                                                                                                  |
| Król Sardynii                  | - 1802 Wiktor Emanuel I 1821 |
| Król Szwecji                   | - 1792 Gustaw IV Adolf 1809 |
| Król Tajlandii                 | - 1782 Buddha Yodfa Chulalok 1809                                                                                                |
| Sułtan Turków                  | - 1789 Selim III 1807 |
| Prezydent USA                  | - 1801 Thomas Jefferson 1809 |
| Król Węgier                    | - 1792 Franciszek 1835 |
| Monarcha Wielkiej Brytanii     | - 1760 Jerzy III 1820 |
| Premier Wielkiej Brytanii      | - 1804 William Pitt Młodszy 1806 - 1806 William Grenville 1807                                                                   |
| Cesarz Wietnamu                | - 1802 Gia Long 1820 |
| Król Włoch                     | - 1805 Napoleon I 1814 |

Rok 1806 / MDCCCVI
stulecia: XVIII wiek ~
XIX wiek ~
XX wiek

dziesięciolecia:
1770–1779 •
1780–1789 •
1790–1799 •
1800–1809
• 1810–1819
• 1820–1829
• 1830–1839

lata: 1796 «
1801 «
1802 «
1803 «
1804 «
1805 «
1806
» 1807
» 1808
» 1809
» 1810
» 1811
» 1816

## Wydarzenia w Polsce
- 12 stycznia – w pożarze dworu w Beńkowej Wiszni zginęła matka Aleksandra Fredry.
- 6 lutego – Austriacy przekazali pobiskupi pałac w Kielcach będący własnością skarbu państwa na potrzeby diecezji kieleckiej[1].
- 20 września – Napoleon Bonaparte utworzył Legie Północne w celu wykorzystania Polaków służących do tej pory w wojsku pruskim.
- 26 października – gen. Jan Henryk Dąbrowski prowadził rozmowy z Napoleonem w Charlottenburgu w sprawie utworzenia 40-tysięcznego Wojska Polskiego.
- listopad: z inicjatywy Józefa Wybickiego oraz generała Jana Henryka Dąbrowskiego w Wielkopolsce wybuchło skierowane przeciwko Prusakom powstanie wielkopolskie.
- 3 listopada – Jan Henryk Dąbrowski i Józef Wybicki wydali odezwę do Polaków, by chwycili za broń.
- 4 listopada – wojska francuskie wkroczyły do Poznania.
- 7 listopada – powstanie wielkopolskie: powstańcy zajęli Kalisz.
- 14 listopada – generał Jan Henryk Dąbrowski rozpoczął nabór do Armii Księstwa Warszawskiego.
- 27 listopada:
  - wojska francuskie zajęły Warszawę, opuszczoną przez Prusaków.
  - Napoleon Bonaparte przybył do Poznania, wraz z Dezyderym Chłapowskim gościł w pałacu w Konarzewie.
- 11 grudnia – w Sali Redutowej Hotelu Saskiego w Poznaniu cesarz Napoleon Bonaparte podpisał traktat pokojowy między Francją a Saksonią.
- 19 grudnia – Napoleon Bonaparte przybył do Warszawy.
- 23/24 grudnia – wojny napoleońskie: zwycięstwo wojsk francuskich nad rosyjskimi w bitwie pod Czarnowem.
- 26 grudnia – wojny napoleońskie: bitwy pod Pułtuskiem i Gołyminem.

## Wydarzenia na świecie
- 8 stycznia – powstała brytyjska Kolonia Przylądkowa w południowej Afryce.
- 9 stycznia – admirał Horatio Nelson został pochowany w katedrze św. Pawła w Londynie.
- 19 stycznia – Wielka Brytania rozpoczęła okupację Przylądka Dobrej Nadziei.
- 26 lutego – w Paryżu rozpoczęto budowę łuku triumfalnego.
- 30 marca – Józef Bonaparte został królem Neapolu.
- 13 maja – w amerykańskim czasopiśmie The Balance and Columbian Repository ukazała się pierwsza definicja koktajlu alkoholowego.
- 30 maja – późniejszy prezydent USA Andrew Jackson zastrzelił w pojedynku rewolwerowca Charlesa Dickinsona, jednocześnie zostając samemu ciężko rannym.
- 5 czerwca – Ludwik Bonaparte został królem przekształconej w Królestwo Holandii Republiki Batawskiej.
- 25 czerwca – podczas inwazji na La Platę wojska brytyjskie zdobyły miasto Quilmes pod Buenos Aires.
- 27 czerwca – w trakcie inwazji na La Platę wojska brytyjskie przejęły na półtora miesiąca kontrolę nad Buenos Aires.
- 4 lipca – wojny napoleońskie: zwycięstwo wojsk brytyjsko-włoskich nad francusko-polskimi w bitwie pod Maidą.
- 12 lipca – powstał Związek Reński z księstw zachodnich i południowych Niemiec pod protektoratem Napoleona.
- 18 lipca – w wyniku eksplozji magazynu prochu w Birgu w brytyjskim protektoracie Malty zginęło ok. 200 osób, w tym członków brytyjskiego i maltańskiego personelu wojskowego, oraz osoby cywilne w mieście. Zniszczone zostały elementy miejskich fortyfikacji, kilka magazynów okrętowych oraz wiele budynków.
- 6 sierpnia – pod naciskiem Napoleona, cesarz Franciszek II zrzekł się tytułu cesarza rzymskiego i przybrał tytuł cesarza Austrii jako Franciszek I - przestało istnieć Święte Cesarstwo Rzymskie Narodu Niemieckiego.
- 9 września – wskutek przejścia huraganu nad karaibską wyspą Dominika zginęło 457 osób.
- 23 września – zakończyła się ekspedycja Meriwethera Lewisa i Williama Clarka, pierwsza, która drogą lądową na zachód poprzez kontynent amerykański dotarła do wybrzeża Pacyfiku.
- 9 października:
  - powstała czwarta koalicja antyfrancuska.
  - Prusy wypowiedziały wojnę Francji.
- 14 października – podwójna bitwa pod Jeną i Auerstedt: cesarz Napoleon Bonaparte odniósł zwycięstwo nad wojskami pruskimi w bitwie pod Jeną, marszałek Louis Nicolas Davout rozgromił główne siły pruskie pod osobistym dowództwem króla Fryderyka Wilhelma III pod Auerstedt.
- 17 października – zginął w zamachu cesarz Haiti Jakub I (Jean-Jacques Dessalines).
- 19 października – Johann Wolfgang von Goethe ożenił się z Christiane Vulpius.
- 27 października – Napoleon Bonaparte po rozgromieniu pruskiej armii wkroczył triumfalnie do Berlina.
- 21 listopada – Napoleon w Berlinie wydał dekret o blokadzie kontynentalnej.
- 29 listopada – u wybrzeży wyspy Lifuka w archipelagu Tonga tubylcy napadli na stojący na kotwicy brytyjski okręt korsarski „Port-au-Prince”, zabijając kapitana i 35 członków załogi. Po ograbieniu statku z co cenniejszych dla Polinezyjczyków rzeczy został on zatopiony wraz z ładunkiem złota i srebra, który nie przedstawiał dla nich żadnej wartości.
- 20 grudnia – Fryderyk August I został królem Saksonii.
- 30 grudnia – Imperium Osmańskie wypowiedziało wojnę Rosji.
- Nieudana próba powstania antyhiszpańskiego w Wenezueli.

## Urodzili się
- 6 stycznia – Helena Romanowa, wielka księżna Rosji (zm. 1873)
- 14 stycznia
  - William Cost Johnson, amerykański polityk, kongresman ze stanu Maryland (zm. 1860)
  - Napoleon Kamieński, polski księgarz, wydawca (zm. 1873)
- 28 stycznia – Rufin Piotrowski, polski polityk, uczestnik powstania listopadowego, działacz emigracyjny, emisariusz, pamiętnikarz (zm. 1872)
- 5 lutego – Konstanty Tyszkiewicz, polski hrabia, archeolog, krajoznawca (zm. 1868)
- 22 lutego – Józef Kremer, polski polihistor, filozof, estetyk, historyk sztuki, prekursor psychologii (zm. 1875)
- 26 lutego – Jan Kazimierz Wilczyński, polski lekarz, kolekcjoner, wydawca (zm. 1885)
- 4 marca – Eulogiusz Wyssogota-Zakrzewski, polski działacz niepodległościowy, powstaniec (zm. 1884)
- 10 marca – Józef Teodor Głębocki, polski oficer, historyk, uczestnik powstania listopadowego (zm. 1886)
- 17 marca – August Potocki, polski hrabia, ziemianin, urzędnik (zm. 1867)
- 21 marca – Benito Juárez, meksykański polityk (zm. 1872)
- 31 marca – John P. Hale, amerykański prawnik, polityk, abolicjonista, senator ze stanu New Hampshire (zm. 1873)
- 9 kwietnia – Isambard Kingdom Brunel, brytyjski inżynier, konstruktor statków parowych i mostów (zm. 1859)
- 10 kwietnia – Juliette Drouet, francuska aktorka (zm. 1883)
- 20 maja – urodził się John Stuart Mill, angielski filozof, politolog i ekonomista, liberał, zwolennik równouprawnienia kobiet (zm. 1873)
- 8 czerwca – Józef Czech, księgarz, prowadził drukarnię w Krakowie (zm. 1876)
- 12 czerwca – John Augustus Roebling, amerykański budowniczy mostów wiszących (zm. 1869)
- 29 września – Adela Łubieńska, polska rysowniczka i graficzka (zm. 1896)
- 27 października – Eugenia Koss, polska tancerka i aktorka (zm. 1849)
- 28 października – Alphonse Louis Pierre Pyrame de Candolle, szwajcarski botanik (zm. 1893)
- 13 listopada – Emilia Plater, bohaterka narodowa Polski, kapitan Wojska Polskiego w czasie powstania listopadowego (zm. 1831)
- 16 listopada – Karol Kuzmány, słowacki duchowny ewangelicki, działacz narodowy, pisarz i publicysta (zm. 1866)
- 3 grudnia – Achille Ginoulhiac, arcybiskup Lyonu (zm. 1875)
- 29 grudnia – Maria Adeodata Pisani, włoska benedyktynka, błogosławiona katolicka (zm. 1855)

- dokładna data nieznana – Adolf Perdisch, niemiecki malarz i litograf

## Święta ruchome
- Tłusty czwartek: 13 lutego
- Ostatki: 18 lutego
- Popielec: 19 lutego
- Niedziela Palmowa: 30 marca
- Wielki Czwartek: 3 kwietnia
- Wielki Piątek: 4 kwietnia
- Wielka Sobota: 5 kwietnia
- Wielkanoc: 6 kwietnia
- Poniedziałek Wielkanocny: 7 kwietnia
- Wniebowstąpienie Pańskie: 15 maja
- Zesłanie Ducha Świętego: 25 maja
- Boże Ciało: 5 czerwca